# Barnabé Visconti
Barnabé Visconti (em italiano Bernabò ou Barnabò Visconti; Milão, 1323 — Milão, 18 de dezembro de 1385) foi um soldado e estadista italiano, que foi Senhor de Milão.

## Vida
Nasceu em Milão, filho de Estêvão Visconti e Valentina Doria. De 1346 até 1349, viveu no exílio, até que foi chamado de volta por seu tio João Visconti. Em 27 de setembro de 1350 Barnabé se casou com Beatriz Regina de Scala, filha de Mastino II, Senhor de Verona e Tadeia da Carrara, e forjou tanto uma aliança política e cultural entre as duas cidades. Suas intrigas e ambições o manteve em guerra quase contínua com o Papa Urbano V, os florentinos, Veneza e Saboia. Em 1354, com a morte de João, herdou o poder de Milão, juntamente com seus irmãos Mateus e Galeácio. Barnabé recebeu as terras orientais (Bérgamo, Bréscia, Cremona e Crema), que beiravam os territórios veroneses. Por sua vez a própria Milão deveria ser governada pelos três irmãos. O vicioso Matteo foi assassinado em 1355 por ordem de seus irmãos, que dividiram sua herança entre eles.

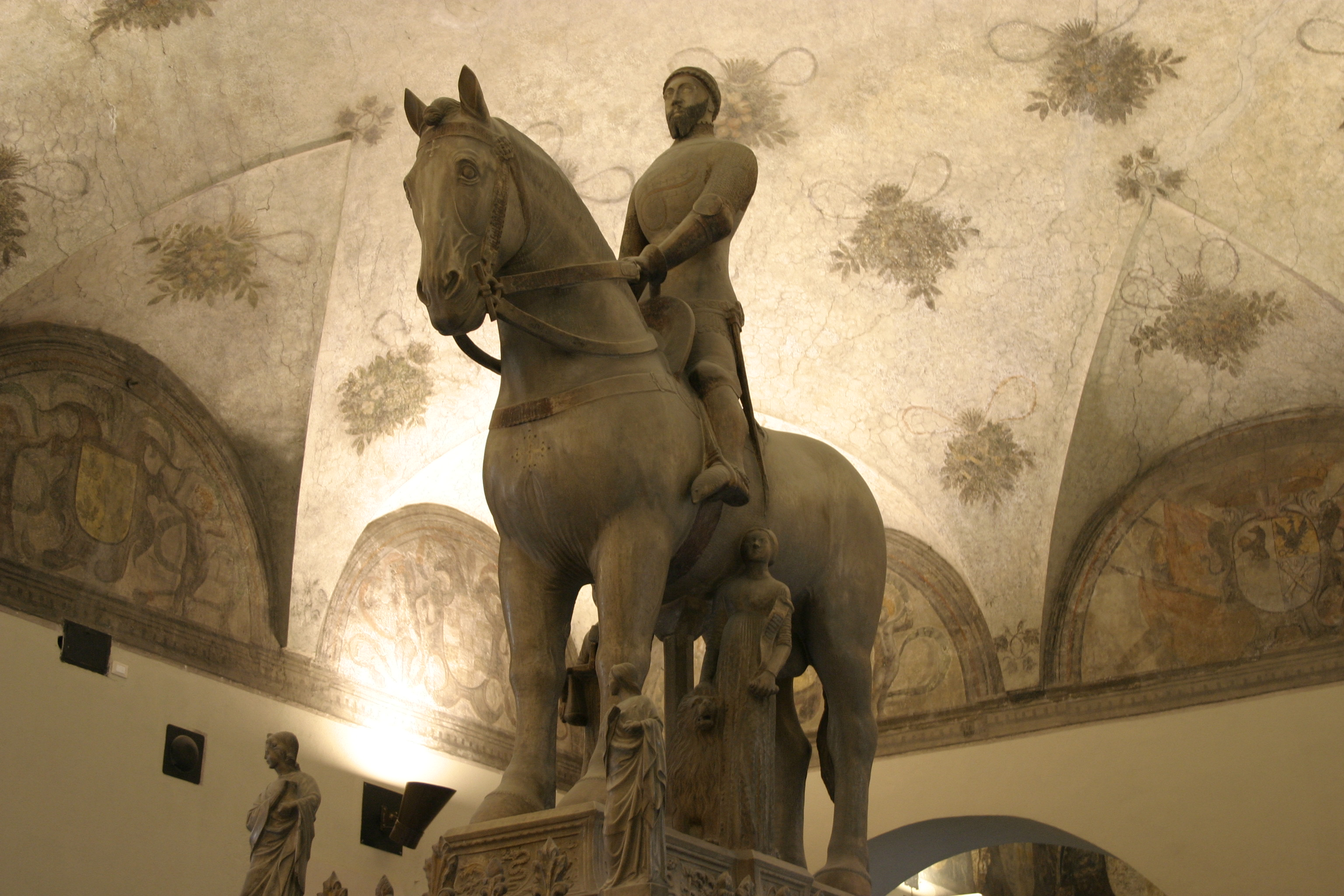
Estátua equestre de Barnanbé Visconti no Castello Sforzesco, em Milão.

Em 1356, depois de ter ofendido o imperador, ele repeliu um primeiro ataque contra Milão pelo vigário imperial Marcuardo de Randeck, aprisionando-o. Em 1360 foi declarado herege por Inocêncio VI em Avinhão e condenado pelo imperador Carlos IV. O conflito que se seguiu terminou com uma derrota desanimadora em San Ruffillo contra as tropas imperiais sob Galeoto I Malatesta (29 de julho de 1361). Em 1362, após a morte do marido de sua irmã, Ugolino Gonzaga, também atacou Mântua. Guerreando em várias frentes diferentes, em dezembro do mesmo ano, ele pediu a paz com o novo papa, Urbano V, com a mediação do rei João II de França. No entanto, tendo Barnabé negligenciado retornar a cidade papal de Bolonha e de se apresentar em Avinhão, em 4 de março de 1363 ele foi excomungado mais uma vez, juntamente com seus filhos, um dos quais, Ambrogio, foi capturado pelo comandante papal Gil de Albornoz. Com a paz assinada em 13 de março de 1364, Visconti deixou as terras papais ocupados, em troca do levantamento da proibição em cima de um pagamento de 500 000 florins.
Na Primavera de 1368 Visconti aliou-se com Cansignorio della Scala de Verona, e atacou Mântua, ainda governada por Ugolino Gonzaga. A situação foi resolvida no final do ano através de um acordo entre ele e o imperador. Dois anos mais tarde, ele cercou Régio, que conseguiu adquirir de Gonzaga em 1371. A seguinte guerra contra os Este de Módena e Ferrara levantou novamente a inimizade papal contra o milanense, agora por parte de Gregório XI. Em 1370, ele ordenou a construção da Ponte de Trezzo, então a maior ponte de arco único no mundo.
Em 1373, o papa enviou dois delegados papais para servir Barnabé e Galeazzo em seus papéis de excomunhão (que consistia em um pergaminho contendo um selo de chumbo enrolado em um cordão de seda). Barnabé, enfurecido, colocou os dois delegados papais sob prisão e recusou-se a sua libertação até que comessem o pergaminho, selo, e cordão de seda que lhe haviam servido. Ele conseguiu resistir, apesar de também o surto de uma peste em Milão, cujas consequências ele reprimiu com energia frenética. Em 1378 aliou-se com a República de Veneza em sua Guerra de Chioggia contra Genoa. Suas tropas foram entretanto derrotadas em setembro de 1379 no Val Bisagno.
Barnabé, cujo despotismo e impostos tinha enfurecido os milaneses — ele é destaque entre os exempla de tiranos como vítimas da Fortuna no Conto do Monge de Chaucer como "deus da delícia e flagelo da Lombardia" — foi deposto por seu sobrinho João Galeácio Visconti, em 1385. Encarcerado no castelo de Trezzo, foi envenenado em dezembro daquele ano. Seu monumento funerário, com uma estátua equestre, juntamente com a de sua consorte, tinha sido feito antes, em 1363. As esculturas de Bonino da Campione foram destinadas para a igreja de San Giovanni in Conca. Hoje eles estão no Castello Sforzesco, em Milão.

## Descendência

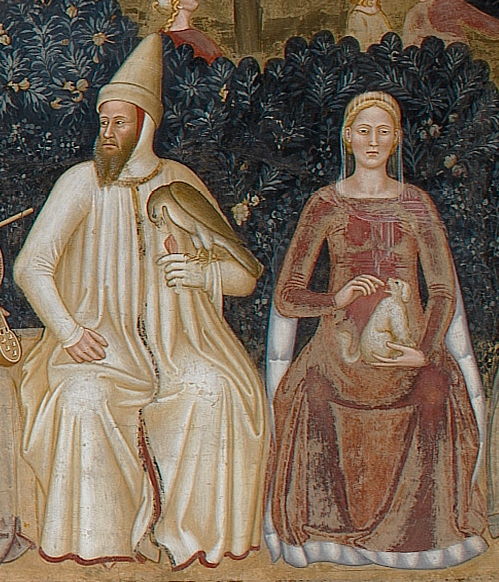
Barnabé e sua esposa, Beatrice.

Barnabé era um aliado de Estêvão II, Duque da Baviera: três de suas filhas se casaram com descendentes de Estêvão. Ele teve 17 filhos legítimos com sua esposa:
1. Tadeia Visconti, Duquesa da Baviera (1351 — 28 de setembro de 1381), casou-se em 13 de outubro de 1364 com Estêvão III, Duque da Baviera, com quem teve três filhos, incluindo Isabel da Baviera, Rainha consorte do rei Carlos VI de França;
2. Viridis Visconti (1352 — 1414), casou-se com Leopoldo III, Duque de Baixa Áustria, com quem teve seis filhos;
3. Marcos Visconti (Novembro de 1353 — 1382), casou-se com Isabel da Baviera;
4. Rodolfo Visconti, Senhor do Parma (1358 — 1388);
5. Luís Visconti (1358 — 7 de março de 1404), casou-se com Violante Visconti, viúva de Leonel de Antuérpia. Eles tiveram um filho, João, que deixou descendentes;
6. Carlos Visconti (Setembro de 1359 — agosto de 1403), casou-se com Beatriz de Armagnac, filha de João II, Conde de Armagnac e Joana de Périgord, com quem teve quatro filhos;
7. Valentina Visconti (1360 — 1393), casou-se, pela primeira vez, em 1378, com Pedro II de Chipre, com quem ela teve uma filha que morreu no início da infância; ela casou-se pela segunda vez com Galeácio, Conde de virtù;
8. Catarina Visconti, Duquesa de Milão (1361 — 17 de outubro de 1404), casou-se em 2 de outubro de 1380 como a segunda esposa de João Galeácio Visconti, o 1° Duque de Milão, com quem teve dois filhos, João Maria Visconti, 2° Duque de Milão; e Filipe Maria Visconti, 3° Duque de Milão, que foi pai de Bianca Maria Visconti com sua amante Inês del Maino;
9. Inês Visconti (1362 — 1391), casou-se em 1380 com Francisco I Gonzaga, com quem teve uma filha. Foi executada por suposto adultério;
10. Antônia Visconti (falecida em 26 de março de 1405), casou-se com Eberardo III de Vurtemberga, com quem teve três filhos;
11. Mastino Visconti (falecido em 1404), casou-se com Antônia de Scala (falecida em 1400), filha de Cangrande II;
12. Madalena Visconti (1366 — 17 de julho de 1404), casou-se com Frederico, Duque da Baviera, com quem teve cinco filhos, incluindo Henrique XVI da Baviera;
13. Aimoneta Visconti, casou-se com Luís I de Berton des Balbes;
14. Anglésia Visconti (falecida em 12 de outubro de 1439), em janeiro de 1400 casou-se com o rei Januário de Chipre, mas o casamento não teve filhos e foi dissolvido entre 1407 e 1409; casou-se em 1411 como sua segunda esposa, Carlota de Bourbon-La Marche, com quem teve seis filhos;
15. Giamastino Visconti (1370 - 19 de junho de 1405), casou-se com Cleofa della Scala (falecida em 1403), com quem teve três filhos. Ela era a filha de Cangrande II;
16. Lúcia Visconti (1372 — 14 de abril de 1424), casou-se com Edmundo Holland, 4.º Conde de Kent, o casamento não teve filhos;
17. Isabel Visconti (1374 — 2 de fevereiro de 1432), casou-se em 26 de janeiro de 1395 com Ernesto da Baviera, com quem teve cinco filhos, incluindo Alberto III da Baviera.

Seus filhos ilegítimos com Donnina del Porri, legitimados em uma cerimônia após a morte de sua esposa em 1384, foram os seguintes:
- Palamede (m. 1402);
- Lancelloto;
- Sovrana, casou-se com Giovanni da Prato;
- Ginevra, casou-se com Leonardo Malaspina (m. 1441);
- Enrica, casou-se com Franchino Rusca.

Além disso, Barnabé teve outros filhos ilegítimos com outras amantes:
—Com Beltramola Grassi:
- Ambrogio (1343 – morto em batalha Caprino Bergamasco, 17 de agosto de 1373), condottiero e Governador de Pávia;
- Isotta (m. 1388), casou-se em 1378 com o Conde Lutz von Landau, condottiero sob o nome Lucio Land (m. 1398);
- Ettore (m. 1413), que assumiu brevemente o Senhorio de Milão (16 de maio – 12 de junho de 1412), casou com Margherita Infrascati;
- Riccarda, casou com Bernard, Senhor de La Salle (m. 1391).

—Com Montanina de Lazzari: 
- Sagramoro (m. 1385), Senhor de Brignano, casou com Achiletta Marliani;
- Donnina (1360–1406), casou em 1377 com Sir John Hawkwood.

—Com Giovanolla Montebretto:
- Bernarda (m. 1376), casada com Giovanni Suardi;
- Valentia, casou com Antonio Gentile Visconti, Senhor de Belgioioso.